# Børge Ring
Børge Ring, né le 17 février 1921 à Ribe au Danemark et mort le 27 décembre 2018, est un scénariste, réalisateur et animateur danois de courts métrages d'animation. Il remporte le prix du jury du court métrage au festival de Cannes 1978 pour Oh My Darling et l'Oscar du meilleur court métrage d'animation en 1986 pour Anna and Bella.

## Biographie
Børge Ring est le fils du compositeur Oluf Ring (en). Il naît à Ribe, au Danemark, et sa famille déménage à Fionie. Il épouse d'abord la pianiste de concert Nanny Elisabeth Wegener en 1944, qui meurt à Amsterdam en 1957 d'une insuffisance cardiaque. En 1971, il se remarie avec la sculptrice Joanika Zwart, avec qui il a deux enfants,.
Au début de sa carrière, Ring se produits dans plusieurs groupes en tant que contrebassiste et guitariste de jazz.Il travaille sur le premier long métrage d'animation danois, Le Briquet (1946), adapté du conte de fées du même nom de Hans Christian Andersen. En 1947, Ring et son ami Arne Rønde Christensen ouvrent un studio de dessins animés à Copenhague, au départ versé dans les publicités. En 1952, Ring déménage aux Pays-Bas pour travailler pour Toonder Studio's (nl). Il a travaillé pour eux jusqu'en 1973, date à laquelle il a déménagé à Londres pour travailler pour les studios Disney.
Son court métrage de 1978 Oh My Darling remporte le prix du jury du meilleur court métrage au festival de Cannes 1978 et est nommé pour le prix du meilleur court métrage d'animation aux Oscars de 1979,,. Il crée l'introduction du film L'Héritier de la Panthère rose (1983). Ring réalise le court métrage Anna and Bella (1984), lauréat du prix du court métrage d'animation aux Oscars de 1985,,. En 1986, Ring compose une chanson pour flûte pour le dessin animé danois Valhalla (1986). Son court métrage Run of the Mill (1999), axé sur les effets de la consommation de drogues, a remporté le prix de l'UNICEF au festival d'Annecy en 2000. Ring a également travaillé sur It's the Great Pumpkin, Charlie Brown (en) (1966), Métal hurlant (1981) et Les Quatre Dinosaures et le Cirque magique (1993). Ring meurt en 2018 à l'âge de 97 ans,.

## Distinctions
- Festival de Cannes 1978 : prix du jury du court métrage pour Oh My Darling
- 1979 : nomination à l'Oscar du meilleur court métrage d'animation pour Oh My Darling
- 1986 : Oscar du meilleur court métrage d'animation pour Anna and Bella
- 2000 : prix de l'UNICEF pour Run of the Mill au festival d'Annecy[12]
- 2012 : prix Winsor McCay[6],[13]
- À partir de 2012, le prix principal de la Société danoise d'animation est rebaptisé « prix Børge-Ring »[6]

## Décoration
- Chevalier de l'Ordre du Lion néerlandais en 2003[2].